# 타이므앙군
타이므앙군은 팡응아주의 행정 구역이다. 이 지역의 총 인구 수는 1년 기준으로 45547명이다. 인구 밀도는 74.4km2이다.

## 행정 구역
| 번호 | 지명          | 태국어 지명 | 빌리지 | 인구   |  |
| 1.   | Thai Mueang   | ท้ายเหมือง    | 9      | 11,172 |  |
| 2.   | Na Toei       | นาเตย       | 9      | 8,919  |  |
| 3.   | Bang Thong    | บางทอง      | 7      | 5,075  |  |
| 4.   | Thung Maphrao | ทุ่งมะพร้าว    | 11     | 8,908  |  |
| 5.   | Lam Phi       | ลำภี         | 7      | 4,827  |  |
| 6.   | Lam Kaen      | ลำแก่น       | 6      | 6,646  |  |

|  | 이 글은 지리에 관한 토막글입니다. 여러분의 지식으로 알차게 문서를 완성해 갑시다. |